# Mitsubishi Pajero Mini
Mitsubishi Pajero Mini – samochód terenowy typu kei-car produkowany przez japońską firmę Mitsubishi od roku 1994. Dostępny jako 3-drzwiowy SUV. Do napędu używano silników R4 o pojemności 0,7 litra. Moc przenoszona jest na obie osie.

## Dane techniczne ('98 R4 0.7)

### Silnik
- R4 0,7 l (659 cm³), 4 zawory na cylinder, SOHC
- Układ zasilania: wtrysk
- Średnica cylindra × skok tłoka: 60,00 mm × 58,30 mm
- Stopień sprężania: 10,2:1
- Moc maksymalna: 53 KM (39 kW) przy 6500 obr./min
- Maksymalny moment obrotowy: 62 Nm przy 4500 obr./min

### Osiągi
- Przyspieszenie 0-100 km/h: b/d
- Prędkość maksymalna: b/d

## Dane produkcyjne
| Rok  | Wielkość produkcji | Wielkość sprzedaży |
| ---- | ------------------ | ------------------ |
| 1994 | b/d                | b/d                |
| 1995 | 104 990            | b/d                |
| 1996 | 71 185             | b/d                |
| 1997 | 43 302             | b/d                |
| 1998 | 48 792             | b/d                |
| 1999 | 36 580             | b/d                |
| 2000 | 24 895             | 27 011 + 2         |
| 2001 | 16 590             | 17 458             |
| 2002 | 12 672             | 13 720             |
| 2003 | 17 141             | 17 237             |
| 2004 | 10 307             | 10 371             |
| 2005 | 10 445             | 10 611             |
| 2006 | 9436               | 9367               |
| 2007 | 9279               | 9195               |
| 2008 | 17 033             | 11 456             |

(Źródła: Facts & Figures 2000, Facts & Figures 2005, Facts & Figures 2009, Mitsubishi Motors website)

## Galeria

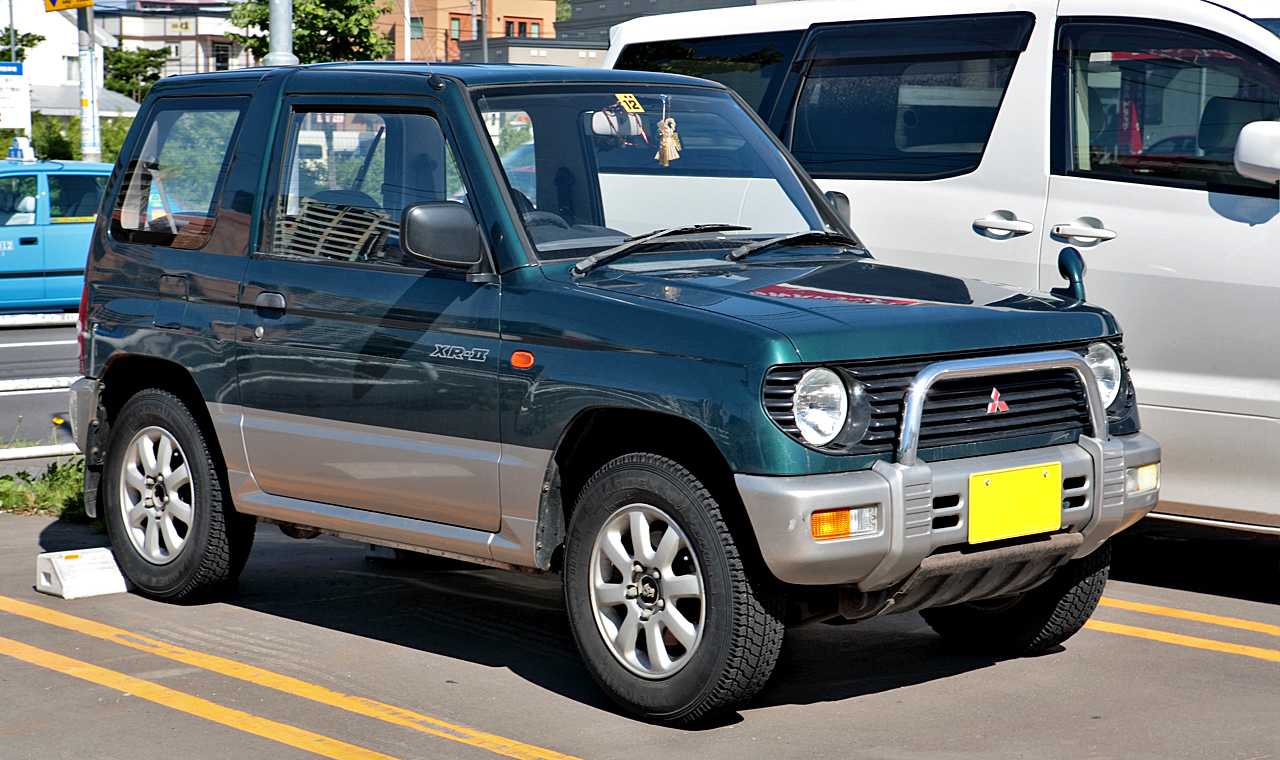
1994 Pajero Mini 1994-2006
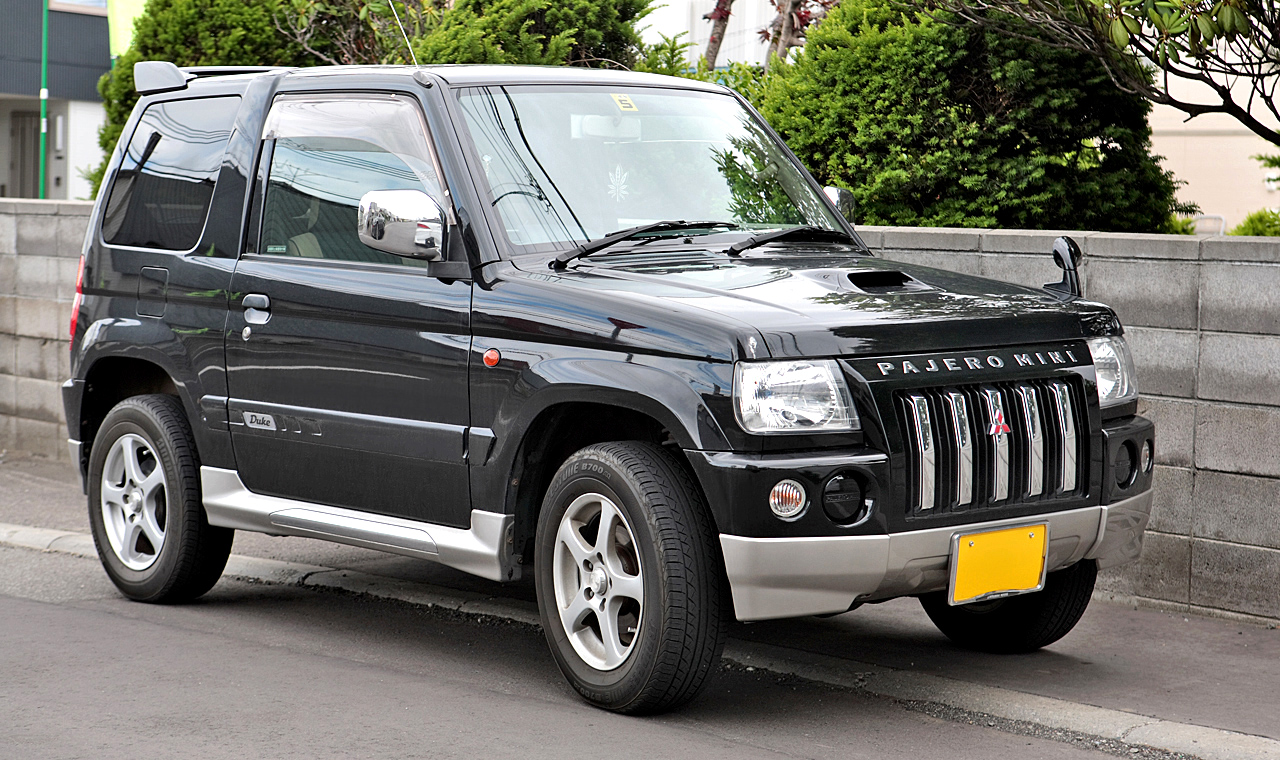
Pajero Mini II 2006-2008
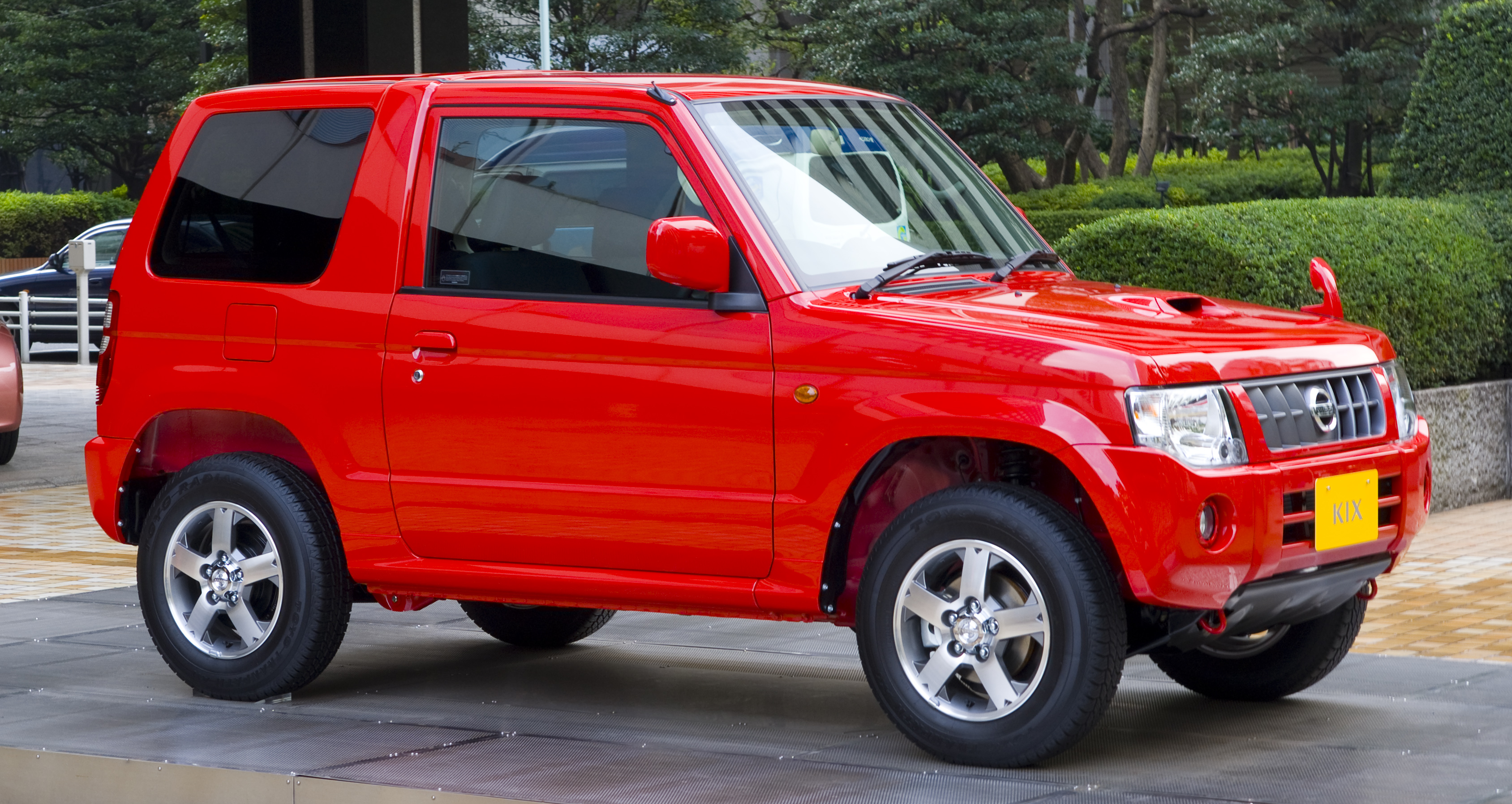
Pajero Mini III 2008-2018